# Greenpeace
Greenpeace je nevládní environmentální organizace s kancelářemi ve více než 55 zemích světa a mezinárodním sídlem v Amsterdamu v Nizozemsku, založena kanadskými a americkými environmentálními aktivisty v roce 1971. Greenpeace považuje za svůj cíl “zajištění schopnosti Země udržovat život ve vší jeho rozmanitosti” a své kampaně zaměřuje na celosvětové problémy, jako jsou například globální oteplování, odlesňování, nadměrný rybolov, komerční lov velryb, šíření geneticky modifikovaných organismů či jaderné hrozby. K dosažení svých cílů využívá metody přímé akce, lobbování, vědeckých výzkumů a aktů občanské neposlušnosti. Tato globální organizace nepřijímá finanční podporu od vlád, korporací ani politických stran, nýbrž spoléhá na 2,9 milionů jednotlivých podporovatelů a nadační granty. Greenpeace má poradní status u Ekonomické a sociální rady OSN a je zakládajícím členem platformy International Non-Governmental Organisations Accountability Charter, která se snaží podporovat odpovědnost a transparentnost v neziskovém sektoru.
Organizace Greenpeace je známá pro své přímé akce a bývá považována za nejviditelnější environmentální organizaci na světě. Neustále upozorňuje veřejnost na problémy životního prostředí a ovlivňuje jak soukromý, tak i veřejný sektor.
Greenpeace je však také zdrojem kontroverze; jeho motivy a metody (některé z nich i na hraně zákona) bývají předmětem kritiky. Přímé akce této organizace podnítily právní kroky proti aktivistům Greenpeace, které vedly k pokutám či podmíněným trestům.

## Historie Greenpeace

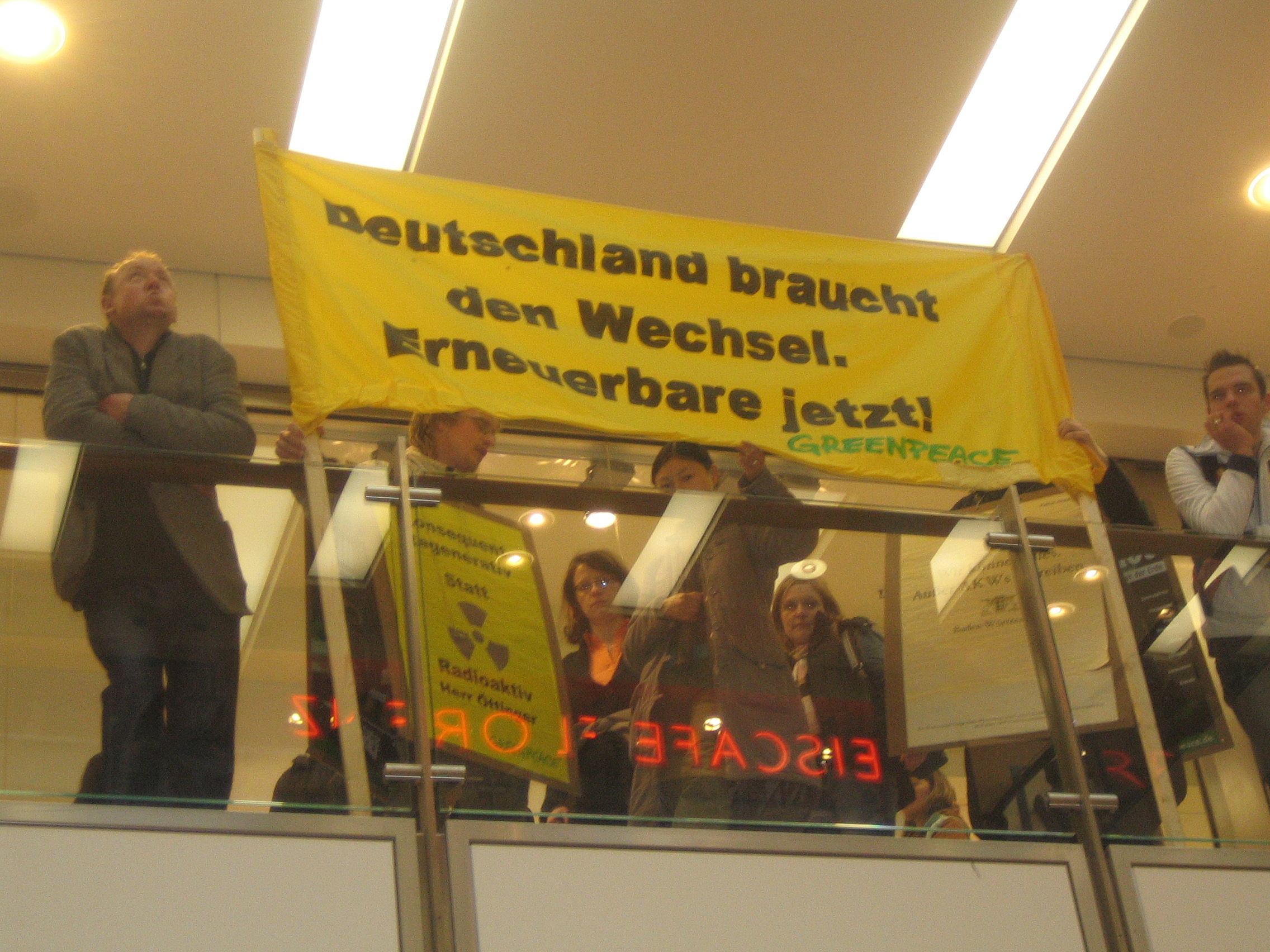
Protestní akce Greenpeace v Německu

### Začátky
Na konci 60. let 20. století přišly USA s plány na podpovrchový test jaderné zbraně na tektonicky nestabilním ostrově Amčitka na Aljašce. Kvůli zemětřesení, ke kterému na Aljašce došlo v roce 1964, vznikly obavy, že uskutečnění těchto plánů a provedení jaderného testu by mohlo spustit další zemětřesení a vyvolat tsunami. V roce 1969 zablokovala demonstrace 7 000 lidí hlavní hraniční přechod mezi USA a Kanadou v Britské Kolumbii pod heslem „Nedělejte vlnu“. Protesty však Spojeným státům v odpálení bomby nezabránily.
I když jaderný test nevyvolal zemětřesení ani tsunami, odpor vzrostl poté, co USA oznámily svůj plán na odpálení bomby pětkrát silnější, než byla její předchůdkyně. Mezi odpůrci byli Jim Bohlen, veterán, který sloužil u amerického námořnictva, Irving Stowe a Dorothy Stowe, kteří se nedávno předtím stali kvakery. Jako členové Sierra Club Canada byli frustrovaní nedostatkem zájmu své mateřské environmentální organizace. Od Irvinga Stowa se Jim Bohlen naučil metody pasivní rezistence neboli „přinášení svědectví“, kdy je protestováno proti nežádoucí a nebezpečné činnosti jednoduše pouhou přítomností. Manželka Jima Bohlena Marie přišla s nápadem plavby na Amčitku, ke které ji inspirovaly protijaderné plavby Alberta Bigelowa v roce 1958. Informace o plánu zveřejnil tisk, který ho spojil s organizací Sierra Club. Organizaci se toto spojení nelíbilo a v roce 1970 byl proto kvůli protestu založen spolek Don't Make a Wave Committee. První schůze se konaly v domě Roberta Huntera a jeho ženy Bobbi. Poté se sídlem stal dům manželů Stoweových a následně si aktivisté otevřeli vlastní kancelář.
Irving Stowe uspořádal benefiční koncert (s podporou písničkářky Joan Baez), který se uskutečnil 16. října 1970 v Pacific Coliseum ve Vancouveru. Koncert získal dost finančních prostředků pro začátek první kampaně Greenpeace proti jaderným výbuchům. Za peníze získané z koncertu byla vypravena loď Phyllis Cormack, kterou vlastnil a kormidloval John Cormack. Loď byla následně na protest přejmenována na Greenpeace; s tímto jménem přišel aktivista Bill Darnell.
Na podzim roku 1971 se loď vydala k Amčitce a setkala se s lodí americké pobřežní stráže Confidence, která aktivisty přinutila se vrátit. Kvůli tomu a také kvůli stále se zhoršujícímu počasí se posádka rozhodla vrátit do Kanady, kde se dozvěděla, že zpráva o jejich cestě i podpoře od posádky Confidence vzbudily nadšenou podporu veřejnosti. Než USA bombu odpálily, Greenpeace se pokusilo navigovat k místu testů další plavidla. Jaderný test byl široce kritizován, a USA se tak rozhodly v plánech na testy na Amčitce již nepokračovat.

### Zakladatelé a začátky Greenpeace

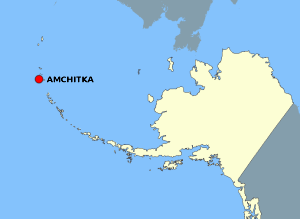
Poloha ostrova Amčitka.

Environmentální historik Frank Zelko datuje vznik spolku Don't Make a Wave Committee do roku 1969, další zmiňují pozdější data. Greenpeace samo považuje za začátek protestní plavbu v roce 1971. Podle Patricka Moorea, jednoho z prvních členů, který se později od Greenpeace distancoval, a Rexe Weylera, se název Don't Make a Wave Committee změnil oficiálně na Greenpeace Foundation až v roce 1972.
Vanessa Timmer mluví o prvních členech jako o „nepravděpodobné skupině volně organizovaných protestujících“. Frank Zelko řekl, že „na rozdíl od Přátel Země, kupříkladu, kteří začali plně zformovaní pod vedením Davida Browera, Greenpeace se vyvíjelo postupněji. Nebyl tam žádný jediný zakladatel“. Greenpeace samo na svých webových stránkách uvádí, že „existuje vtip o tom, že ať si sednete ve Vancouveru v Kanadě do jakéhokoliv baru, sednete si vedle někoho, kdo bude tvrdit, že založil Greenpeace. Ve skutečnosti však nebyl žádný jednotlivý zakladatel: jméno, nápad, podstata a taktika“. Patrick Moore řekl, že „je pravda, že Greenpeace bylo vždy dílo rozpracované, nic zcela definitivně založeného jako třeba země nebo společnost. Proto existuje několik různých variant toho, kdo může být skutečně prohlášen za zakladatele Greenpeace“. Raný ředitel Greenpeace Rex Weyler na své domovské internetové stránce uvádí, že sami členové Greenpeace o zakladatelích debatují již od poloviny 70. let.
Současná webová stránka Greenpeace uvádí následující seznam zakladatelů The Don't Make a Wave Committee: Dorothy a Irving Stowe, Marie a Jim Bohlen, Ben a Dorothy Metcalfe a Robert Hunter.
Paul Watson, zakladatel organizace Sea Shepherd Conservation Society, se rovněž hlásí k tomu, že byl jedním ze zakladatelů The Don't Make a Wave Committee a Greenpeace. Mediální zdroje ho uvádějí jako jednoho ze zakládajících členů Greenpeace, v mnoha článcích v roce 1972 je uveden jako zakladatel. Patrick Moore však odmítl, že by Watson byl jedním ze zakladatelů The Don't Make a Wave Committee a Greenpeace v roce 1972. Podle Moorea si již fungující organizace v roce 1972 „pouze změnila jméno“. Greenpeace uvádí Watsona jako vlivného raného člena, ne však jako jednoho ze zakladatelů Greenpeace. Watson od té doby kritizuje Greenpeace za přepisování jejich historie.
Jelikož byl Patrick Moore jedním z členů posádky první protestní plavby a začátek této cesty je často považován za den vzniku Greenpeace, sám Moore se rovněž považuje za jednoho ze zakladatelů. Greenpeace tvrdí, že ačkoli byl Moore významným raným členem, nebyl mezi zakladateli Greenpeace, ukazuje však, že přihlášku zaslal až v roce 1971.

### Po Amčitce
Když jaderné testy na Amčitce skončily, Greenpeace přesunulo svou pozornost na atmosférické testování jaderných zbraní Francie u atolu Mururoa ve Francouzské Polynésii. Mladá organizace potřebovala se svými protesty pomoci, proto se s ní spojil David McTaggart, bývalý obchodník žijící na Novém Zélandu. V roce 1972 byla jachta Vega, 12,5 metru dlouhé plavidlo Davida McTaggarta, přejmenována na Greenpeace III, načež vyplula na protest do zakázané zóny u atolu Mururoa, aby se pokusila zabránit francouzským jaderným testům. Tato plavba byla sponzorována a organizována novozélandskou pobočkou kampaně Campaign for Nuclear Disarmament. Francouzské námořnictvo se pokusilo protest zastavit různými způsoby, Davida McTaggarta dokonce mariňáci fyzicky napadli. Zbili jej tak, že přestal vidět na jedno oko. Členové jeho posádky však incident zachytili na fotografiích a ty poté zveřejnili. Jakmile se tento incident dostal na veřejnost, Francie oznámila ukončení atmosférických jaderných testů.
V 70. letech někteří členové Greenpeace zahájili vlastní nezávislou kampaň Projekt Achab proti komerčnímu lovu velryb. V roce 1975 se loď Phyllis Cormack plavila z Vancouveru, aby čelila sovětským velrybářům u pobřeží Kalifornie. Aktivisté Greenpeace přerušili lov tím, že se postavili do cesty mezi harpuny a velryby, a jejich videonahrávka z protestu pak obletěla celý svět. Později v 70. letech rozšířila organizace své zaměření i na toxický odpad a komerční lov tuleňů.

### Rozvoj organizace

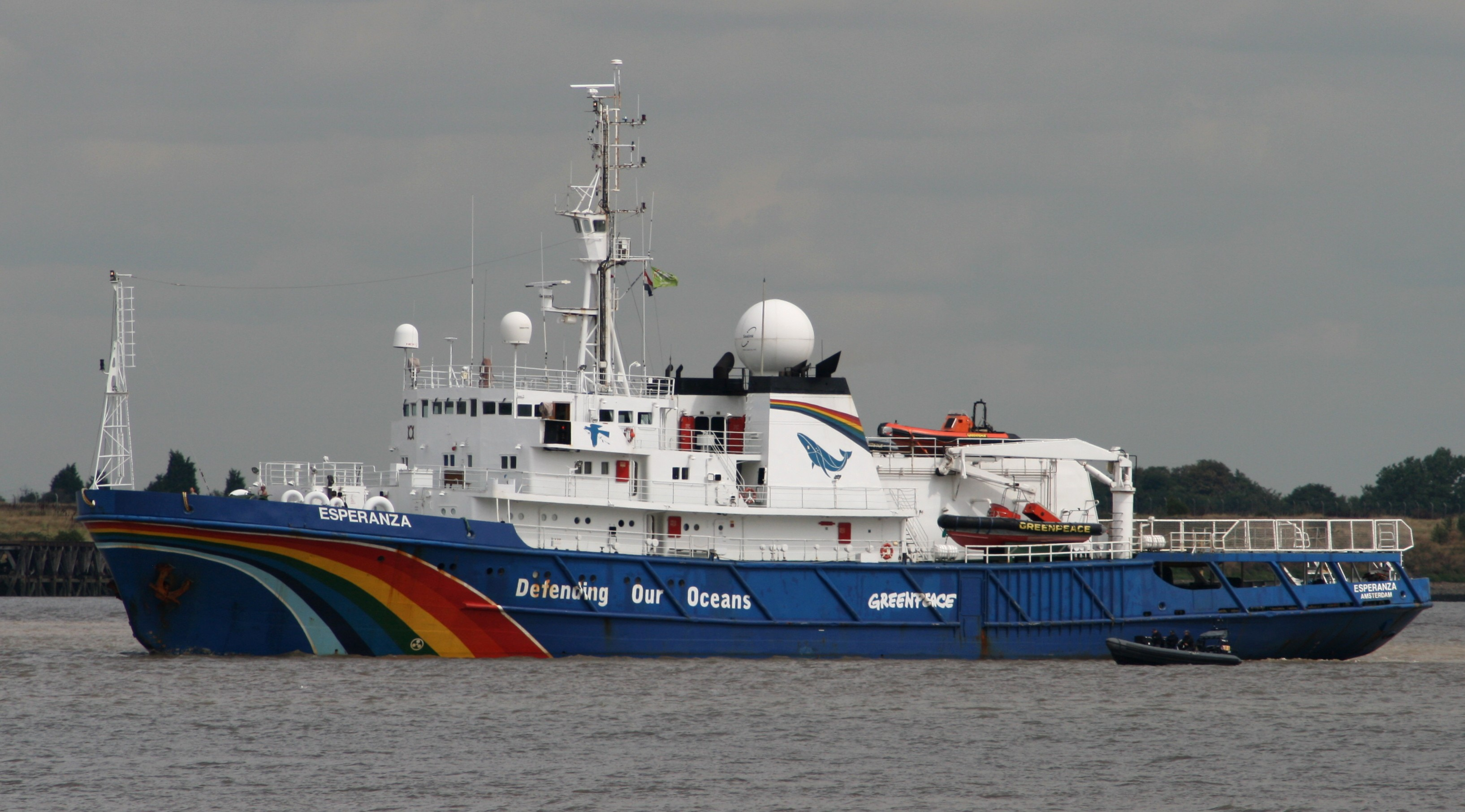
Loď Esperanza, původně požární loď Ruské armády, která sloužila Greenpeace od roku 2002

Greenpeace se vyvinulo z malé skupiny kanadských a amerických protestujících ve skupinu environmentalistů navázaných na alternativní a hippies hnutí mladých lidí v 60. a 70. letech 20. století. Sociální a kulturní pozadí, z něhož Greenpeace vzniklo, zahájilo novou dobu oprošťování se od starosvětských kořenů a snahy o vytvoření nových vzorců společenského, environmentálního a politického chování.
Během 70. let se nezávislé skupiny používající jméno Greenpeace začaly rozšiřovat po celém světě. V roce 1977 ve světě existovalo 15–20 skupin Greenpeace. V tu samou dobu byla kanadská kancelář Greenpeace ve vážných dluzích. Spory mezi kancelářemi o financování a organizační řízení globální hnutí rozdělily, neboť kanceláře v Severní Americe odmítaly působit pod vedením kanceláře ve Vancouveru a jejího tehdejšího nového ředitele Patricka Moorea.
Po incidentech u atolu Mururoa se David McTaggart přestěhoval do Francie, aby se soudil s francouzským státem, a pomohl tam rozvinout spolupráci evropských skupin Greenpeace. David McTaggart lobboval u kanadské Greenpeace Foundation, aby přijala novou strukturu, která by přivedla rozdělené kanceláře Greenpeace pod záštitu jedné globální organizace. Evropské Greenpeace splatilo svůj dluh kanadské kanceláři a 14. října 1979 vzniklo Greenpeace International. V rámci nové struktury bylo dohodnuto, že lokální kanceláře budou přispívat určitým procentem jejich příjmu mezinárodní organizaci, která přijme zodpovědnost za stanovování celkového směru hnutí s tím, že každá lokální kancelář bude mít při hlasování jeden hlas.

## Organizační struktura

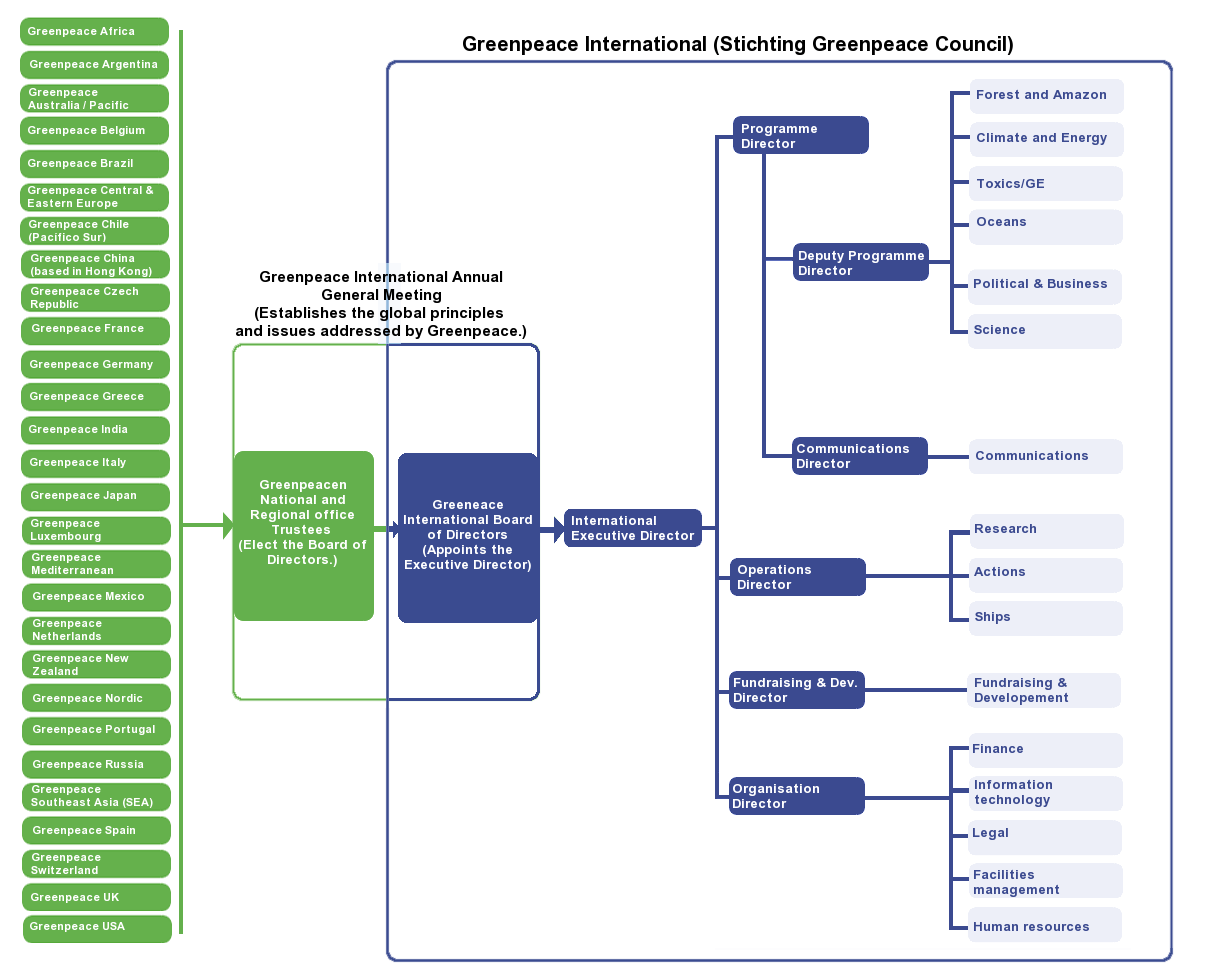
Organizační struktura Greenpeace

### Vedení
Greenpeace se skládá z mezinárodní pobočky Greenpeace International (oficiálně Stichting Greenpeace Council) se sídlem v Amsterdamu v Nizozemí a z 26 regionálních kanceláří působících v 55 zemích. Regionální kanceláře pracují do velké míry nezávisle pod dohledem Greenpeace International. Výkonný ředitel Greenpeace je pak volen členy představenstva Greenpeace International. Současnými ředitelkami Greenpeace International jsou Bunny McDiarmid a Jennifer Morgan a současnou předsedkyní představenstva je Brazilka Ana Toni. Greenpeace má 2 400 zaměstnanců a 15 000 dobrovolníků po celém světě.
Každá národní či regionální kancelář je vedena výkonným ředitelem, kterého schvaluje představenstvo dané pobočky. Členy představenstva vybírají volitelé. Jeden ze členů představenstva obvykle zastupuje pobočku na valné hromadě Greenpeace International. Rolí tohoto setkání je rozhodovat o všeobecných zásadách a pro Greenpeace strategicky důležitých problémech.

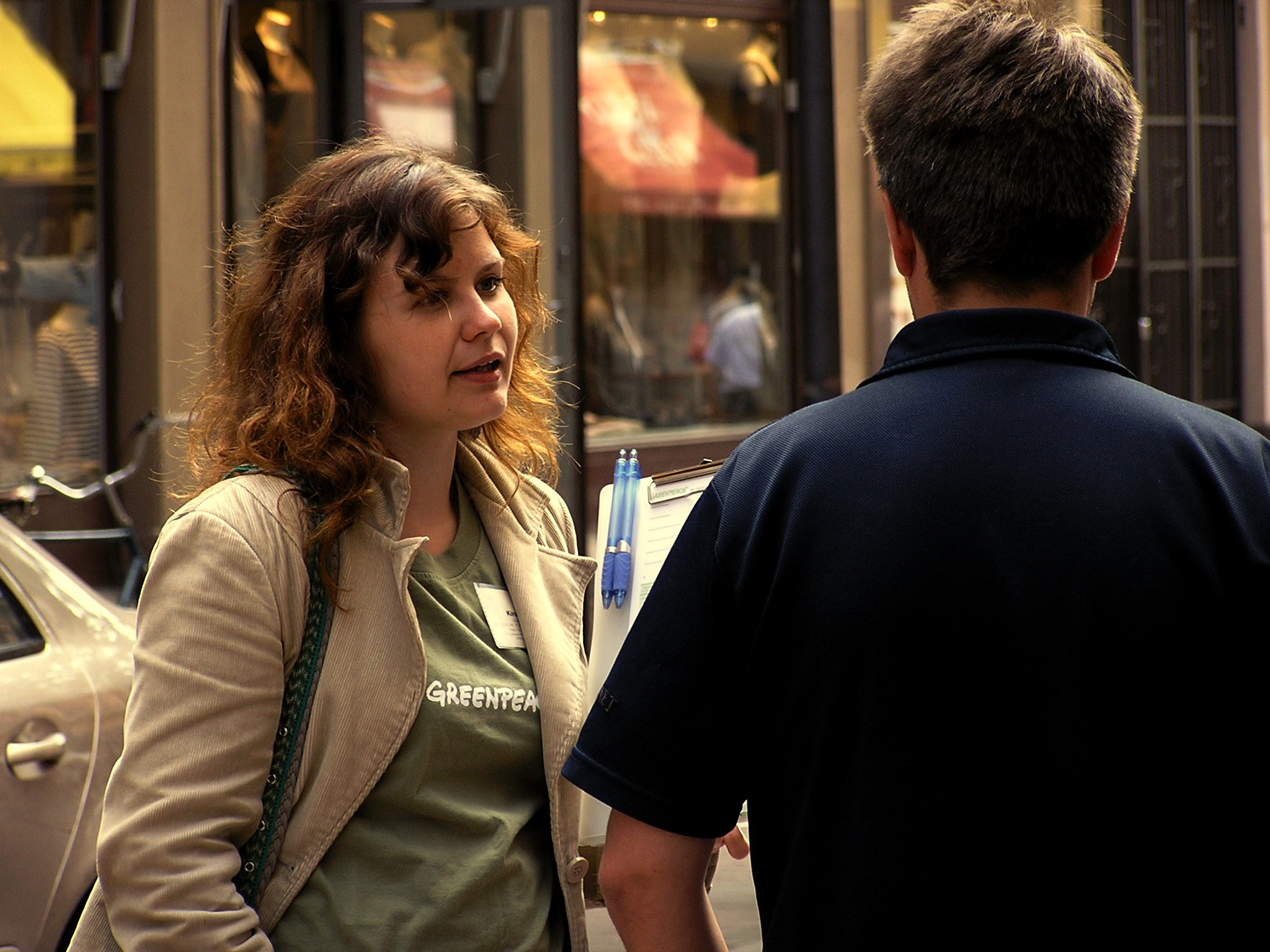
Kontaktní fundraisingová kampaň Greenpeace

### Financování
Greenpeace získává své finance od jednotlivých podporovatelů a nadací. Greenpeace prověřuje všechny velké darované částky, aby se ujistilo, že nedostává nechtěné dary. Organizace nepřijímá peníze od vlád, mezivládních organizací, politických stran ani korporací, aby byla zachována nestrannost. Greenpeace však přijímá finance od National Postcode Lottery, největší vládou sponzorované loterie v Nizozemí.[zdroj?] Dary od nadací finančně podporovaných politickými stranami nebo od nadací, které získávají většinu svých peněz od vlád či mezivládních organizací, jsou odmítány. Dary od nadací jsou rovněž odmítnuty v případě, že tyto nadace připojí nepřiměřené podmínky, omezení či překážky pro aktivity Greenpeace, nebo pokud by jejich dar zpochybnil nezávislost a cíle Greenpeace. Jelikož se od 90. let začal počet podporovatelů snižovat, Greenpeace zavedlo tzv. direct dialogue fundraising, kdy fundraiseři aktivně hledají nové podporovatele na veřejných místech, informují je o aktuálních kampaních Greenpeace a žádají je o pravidelné měsíční příspěvky cestou inkasa. V roce 2008 byla většina z částky 202,5 milionu EUR, kterou organizace získala, darována asi 2,6 miliony pravidelných podporovatelů, především z Evropy. V roce 2014 byl roční zisk Greenpeace vyčíslen na 300 milionů EUR.

#### Audity v USA
V září 2003 podala organizace Public Interest Watch (PIW) stížnost k americkému finančnímu úřadu (IRS) s tím, že daňová přiznání Greenpeace USA byla nepřesná a porušovala zákon. IRS provedla rozsáhlé šetření a v prosinci 2005 šetření uzavřela s tím, že Greenpeace USA má i nadále právo být osvobozeno od daní. V březnu roku 2006 deník The Wall Street Journal zveřejnil informaci, že „federální daňová evidence ukazuje, že organizace PIW v období od srpna 2003 do července 2004 přijala z celkových 124 095 dolarů darovaných této skupině během daného období, 120 000 dolarů od společnosti Exxon Mobil“. V roce 2013, poté, co IRS provedlo další audit, který byl opět v pořádku, a na základě tvrzení politicky motivovaných auditů prováděných IRS u hnutí Tea Party, se výkonný ředitel Greenpeace USA Phil Radford dožadoval kongresového vyšetřování všech politicky motivovaných auditů – včetně těch, které měly údajně cílit na hnutí Tea Party, NAACP a Greenpeace.

## Kampaně

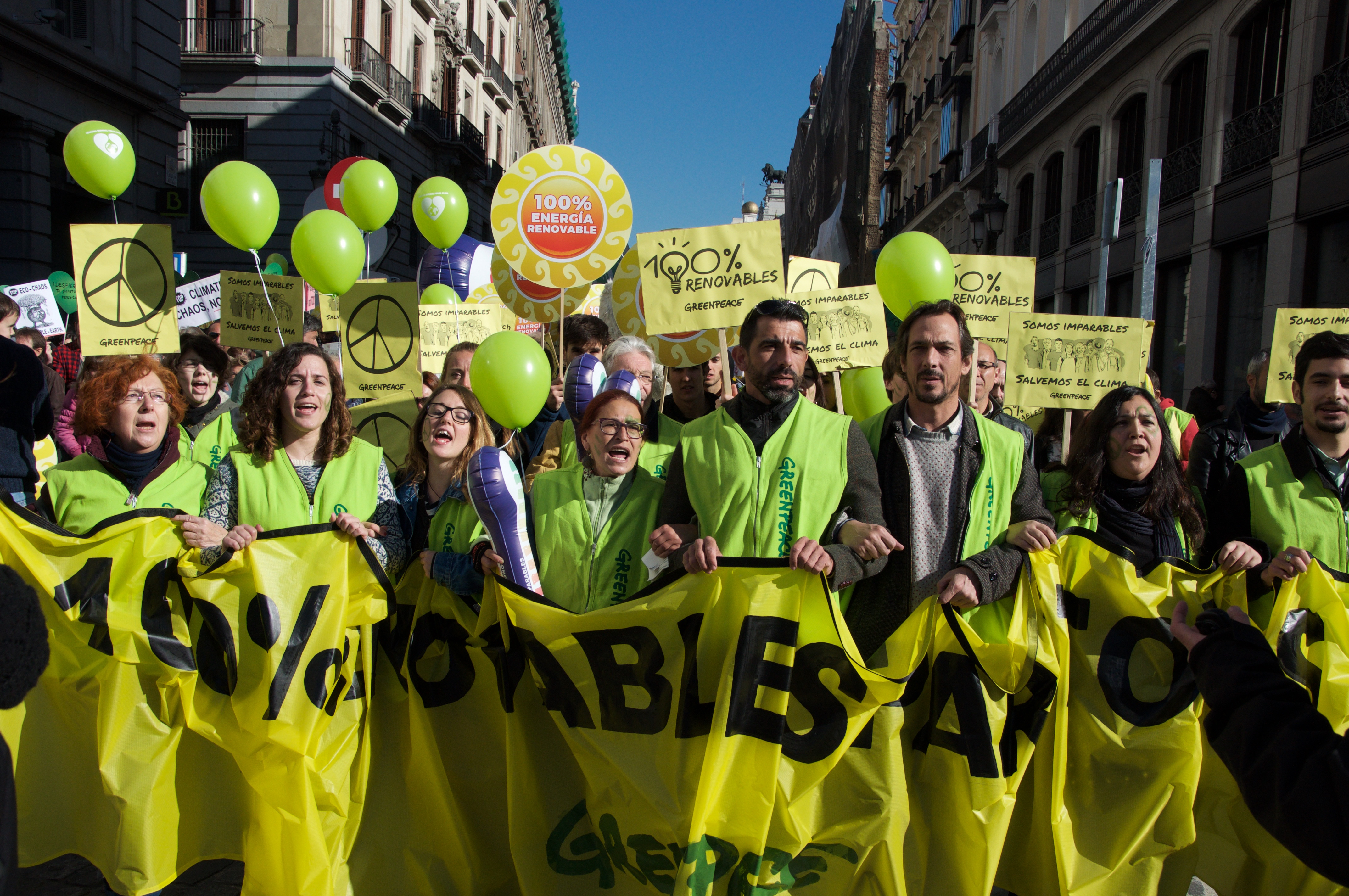
Pochod Greenpeace proti změně klimatu v Madridu v roce 2015

### Priority
Na své webové stránce Greenpeace definuje své poslání takto:
Greenpeace je nezávislá globální organizace, která vede kampaně za účelem změny přístupů a chování, ochrany a zachování životního prostředí a šíření míru tím, že podle svých slov:
- Podporuje energetickou revoluci jakožto řešení největší hrozby, které naše planeta čelí: současné klimatické změny.
- Brání oceány kampaněmi proti zbytečnému a destruktivnímu rybolovu a za vytvoření sítě mořských rezervací.
- Chrání zbývající světové pralesy, na kterých závisí mnoho živočichů, rostlin a lidí.
- Propaguje odzbrojení a mírové soužití, například snižováním závislosti na neobnovitelných zdrojích. Usiluje o zákaz jaderných zbraní.
- Vytváří budoucnost bez toxinů a prosazuje alternativy nebezpečných chemikálií ve výrobcích a výrobním cyklu.
- Vede kampaně za udržitelné zemědělství podporující sociálně i ekologicky zodpovědné pěstitelské praktiky.[60]

### Klima a energetika
Greenpeace bylo jednou z prvních skupin, které formulovaly scénář udržitelného rozvoje pro boj se současnou změnou klimatu, a to v roce 1993. Podle sociologů Marca Mormonta a Christine Dasnoy sehrálo Greenpeace v 90. letech významnou roli ve zvyšování veřejného povědomí o globálním oteplování. Organizace se rovněž zaměřila na chlor-fluorované uhlovodíky, známé jako freony – kvůli jejich vlivu na globální oteplování i na ozónovou vrstvu. Greenpeace bylo jedním z klíčových účastníků obhajujících Montrealský protokol a co nejrychlejší vyřazení výroby látek poškozujících ozónovou vrstvu. Na začátku 90. let Greenpeace společně s výrobci chladniček vyvinulo technologii chladniček bez CFC – tzv. „Greenfreeze“ – pro masovou výrobu. V roce 1997 ocenil Program OSN pro životní prostředí Greenpeace za „mimořádný přínos k ochraně ozónové vrstvy Země“. V roce 2011 byly dvě pětiny celkové světové produkce chladniček založeny na technologii Greenfreeze a více než 600 milionů jich bylo v provozu.

#### Fosilní paliva
V současné době Greenpeace považuje změnu klimatu za největší ekologický problém, kterému Země čelí. Greenpeace proto v minulosti představila plán, podle něhož mají globální emise skleníkových plynů dosáhnout svého vrcholu v roce 2015 a k roku 2050 již klesat co nejvíce k nule. Aby toho bylo dosaženo, Greenpeace usiluje o to, aby rozvinuté průmyslové země snížily do roku 2020 své emise nejméně o 40 % (oproti množství v roce 1990) a poskytly dostatečné finance rozvojovým zemím, aby mohly získávat energii udržitelným způsobem, přizpůsobit se nevyhnutelným důsledkům globálního oteplování a do roku 2020 zastavit odlesňování. Společně s Evropskou radou pro obnovitelné zdroje Greenpeace vytvořilo globální energetický plán, tzv. „Energetickou [R]evoluci“, podle kterého má být do roku 2050 80 % světové energie získáváno z obnovitelných zdrojů a emise z energetického sektoru mají být sníženy o více než 80 % oproti úrovni z roku 1990.
Greenpeace mnohokrát protestovalo proti využívání uhlí obsazením uhelných elektráren a blokováním přepravy a těžby uhlí, například na Novém Zélandu, Špicberkách, v Austrálii,[zdroj?] České republice a Velké Británii. Greenpeace také kritizuje těžbu ropy z dehtových písků a v minulosti blokovalo těžbu dehtových písků v Athabasce v Kanadě.

##### Soudní kauza Kingsnorth
V říjnu 2007 bylo šest protestujících aktivistů Greenpeace zatčeno za poškození elektrárny Kingsnorth, na jejíž 200 metrů vysoký komín vylezli a namalovali nápis Gordon, čímž způsobili škodu odhadnutou na 30 000 liber. Při následném soudním slyšení aktivisté uvedli, že se snažili o uzavření elektrárny, a argumentovali tím, že byli v právu, neboť se snažili zamezit ještě mnohem větší škodě na majetku po celé planetě, způsobené klimatickými změnami. S důkazy na jejich obhajobu vystoupil environmentální poradce Davida Camerona Zac Goldsmith, dále klimatolog James E. Hansen a inuitský vůdce z Grónska – ti všichni potvrdili, že změna klimatu má již teď vážné dopady na život a na majetek lidí po celém světě. Oněch šest obviněných aktivistů bylo zproštěno viny. Bylo to poprvé, kdy byla ochrana majetku před poškozením změnou klimatu použita jako „zákonná omluva“ v rámci obhajoby u soudu. Deníky The Daily Telegraph a The Guardian popsaly osvobození aktivistů jako ostudu premiéra Gordona Browna. V prosinci 2008 The New York Times uvedly toto osvobození na svém výročním seznamu nejvlivnějších myšlenek roku.

##### Kampaň „Go Beyond Oil“
Greenpeace spustilo kampaň „Go Beyond Oil“. Kampaň je zaměřena na omezování a nakonec i ukončení světové spotřeby ropy; zahrnuje akce aktivistů proti společnostem, které podnikají v oblasti těžby ropy. Velká část aktivit kampaně „Go Beyond Oil“ se zaměřuje na těžbu ropy v Arktidě a v oblastech postižených katastrofou na ropné plošině Deepwater Horizon.
Kampaň „Go Beyond Oil“ rovněž uplatňuje politický nátlak na vlády, které umožňují ropné průzkumy na svých územích. Například v roce 2016 Greenpeace podalo žalobu na norskou vládu kvůli otevírání nových ropných ložisek. Podle organizace je jedním z klíčových cílů této kampaně „pracovat na odhalování toho, kam až je ropný průmysl schopen dojít ve snaze o vymačkání posledních barelů ropy ze země, a vytvářet tlak na průmysl a vlády, aby s ropou skoncovaly“.

#### Ozónová vrstva a Greenfreeze
Ozónová vrstva obklopující Zemi pohlcuje významné množství ultrafialového záření. Zpráva z roku 1976 vytvořená Akademií věd USA podpořila „hypotézu vyčerpání“ ozónu. V roce 1985 byly hlášeny obrovské úbytky ozónové vrstvy zapříčiněné chlorovanými a dusíkatými sloučeninami. Na základě dřívějších studií některé země uzákonily zákaz používání sprejů s aerosoly, což v roce 1985 vedlo k podepsání Vídeňské úmluvy na ochranu ozónové vrstvy. Montrealský protokol byl podepsán v roce 1987 a vešel v platnost o dva roky později. Používání chlór-fluorovaných uhlovodíků ((CFC), laicky „tvrdých freonů“) a částečně halogenovaných chlór-fluorovaných uhlovodíků (HCFC, laicky „měkkých freonů“) v chladničkách bylo a je mezi zakázanými technologiemi. Německý technologický institut vyvinul uhlovodíkový alternativní chladič bezpečný pro ozón, který okolo roku 1992 upoutal pozornost Greenpeace. Právo na technologii bylo věnováno Greenpeace, které jej poskytlo jako veřejně přístupný patent. I přes odpor průmyslu se Greenpeace podařilo zachránit a zapojit bývalého východoněmeckého výrobce těsně před bankrotem. Vynalézavý marketing Greenpeace vyústil v rapidní rozšíření produkce těchto technologií v Německu, následované zákazem technologie CFC. Následně uspěli v zavedení a využívání Greenfreeze v dalších zemích Evropy a v Číně, po několika dalších letech i v Japonsku a Jižní Americe a nakonec do roku 2012 i v USA.

#### Jaderná energie
Greenpeace považuje jadernou energii za relativně malé průmyslové odvětví spojené s velkými problémy, jako je poškozování životního prostředí a rizika těžby uranu, rozšíření jaderných zbraní a nevyřešené otázky ohledně jaderného odpadu. Podle organizace je potenciál jaderné energie zmírňovat globální oteplování jen okrajový, což dokazuje energetický scénář Mezinárodní agentury pro energii (IEA), podle kterého by vzrůst světové jaderné kapacity z 2608 TWh v roce 2007 na 9857 TWh do roku 2050 snížil emise skleníkových plynů o méně než 5 % a vyžadoval by výstavbu 32 jaderných reaktorů o výkonu 1000 MW ročně do roku 2050. Podle Greenpeace pomalé stavební lhůty, zpoždění ve výstavbě a skryté náklady vylučují schopnost jaderné energetiky zmírnit změnu klimatu. Kvůli tomu je scénář IEA technicky i finančně nereálný. Organizace rovněž argumentuje tím, že závazné masivní investice do jaderné energie by odklonily finance od efektivnějších řešení. Za příklad problémů spojených s novými jadernými elektrárnami považuje Greenpeace například výstavbu jaderných elektráren Hinkley Point C ve Velké Británii či Olkiluoto 3 ve Finsku.
V roce 1994 Greenpeace zveřejnilo v novinách „protijadernou“ reklamu, která obsahovala tvrzení, že závody na zpracování jaderného paliva v Sellafieldu během příštích 10 let zabijí 2000 lidí, a fotografii dítěte trpícího hydrocefalem, které mělo být obětí testování jaderných zbraní v Kazachstánu. Britská agentura, která udává reklamní standardy, zhodnotila tvrzení o Sellafieldu jako neopodstatněné a neuznala, že stav dítěte na obrázku by byl způsoben radiací. To mělo za následek zákaz této reklamy. Greenpeace však neuznalo své pochybení a uvedlo, že podle jednoho kazašského lékaře byl stav dítěte skutečně zapříčiněn radiací z jaderných testů. Adam Woolf z Greenpeace také uvedl, že „před padesáti lety bylo mnoho odborníků, kteří by přísahali, že neexistuje spojitost mezi kouřením a špatným zdravotním stavem“. OSN odhadlo, že testy jaderných zbraní v Kazachstánu způsobily utrpení přibližně 100 000 lidí ve více než třech generacích.
Bezpečnost závodů na zpracování jaderného paliva v Sellafieldu byla pro Greenpeace ve Velké Británii tématem i poté, především po jaderné havárii v roce 2005. Došlo zde k masivnímu úniku radiace, který byl na Mezinárodní stupnici jaderných událostí ohodnocen stupněm 3. Energetická společnost dostala kvůli incidentu pokutu 500 tisíc liber za porušení bezpečnostních pravidel.
V roce 2011 udělil francouzský soud pokutu společnosti Électricité de France (EDF) ve výši 1,5 milionu EUR a poslal dva zaměstnance do vězení za to, že se kvůli protijaderné kampani nabourali do počítačového systému Greenpeace a tajně ho sledovali. Greenpeace bylo vyplaceno odškodné ve výši 500 000 EUR. Ačkoliv EDF tvrdila, že bezpečnostní firma byla najata jen kvůli monitorování Greenpeace, soud s tímto tvrzením nesouhlasil a odsoudil ředitele a zástupce ředitele provozu jaderné bezpečnosti EDF ke třem letům odnětí svobody. Následně se ale EDF proti rozsudku odvolala, společnost byla očištěna od obvinění ze špehování Greenpeace a pokuta byla zrušena. Dva zaměstnanci bezpečnostní firmy Kargus, vedené bývalým členem francouzských tajných služeb, byli odsouzeni ke třem a dvěma letům vězení.

#### Obnovitelné zdroje v digitálním světě
Kromě jiných projektů na podporu obnovitelných zdrojů energie začalo Greenpeace v květnu roku 2009 hodnotit IT společnosti skrze žebříček Cool IT Leaderboard. Centrální role, kterou tyto společnosti mají, vytváří příležitost ke změnám v energetickém sektoru a k významnému snížení skleníkových plynů, které způsobují klimatickou změnu. Žebříček hodnotí, jak vůdčí IT společnosti dokáží využít svůj vliv k pohánění těchto změn.
V šestém vydání sektor vykazuje pomalá, ale stabilní zlepšení v nabízení nových řešení, která mohou znamenat důležitý pokrok. Některé společnosti jsou ochotné učinit velké investice k rozvoji čisté energie a počet společností, které zvětšují své závazky a sázejí na obnovitelné energie, rovněž stoupá.
Velké společnosti jako Google, Wipro, Sprint a Softbank dávají přednost změně zákonů a politik, které řídí energetický systém a pohánějí investice do pokročilých energeticky účinných technologií a obnovitelných zdrojů energie, jež budou mít v mnoha zemích rozhodující vliv na stanovení smysluplného zlomového bodu energetické politiky. V žebříčku lze nalézt jedno hlavní hodnocení s celkovým skóre a tři další žebříčky pro každou z hodnocených oblastí.

### Kampaň na ochranu lesů a pralesů
Greenpeace usiluje o ochranu nedotčených primárních lesů před kácením a degradací s cílem dosáhnout nulového odlesňování do roku 2020. Komoditami, proti jejichž neudržitelnému čerpání a dopadu na světové lesy a pralesy Greenpeace vede kampaně, jsou především palmový olej, sója, dobytek, papír a ilegálně vykácené dřevo. Například v Brazílii se podílela na prosazení tzv. sojového moratoria. Velká část světových značek v čele s největšími korporacemi, jako jsou například Unilever, Nike, KFC, KitKat, Mars a McDonald's, se v důsledku tlaku ze strany Greenpeace i široké veřejnosti zavázala k dodržování tzv. „Politiky nulového odlesňování“, v rámci níž by měly být komodity čerpány udržitelným způsobem, bez kácení lesů.
Greenpeace také společně s dalšími ekologickými nevládními organizacemi vedlo 10 let kampaň za to, aby EU zakázala dovoz ilegálně vytěženého dřeva. To se podařilo v červenci roku 2010.
V roce 2008 Greenpeace spustilo kampaň proti neudržitelně produkovanému palmovému oleji. Nejaktivnější je organizace v Indonésii. Greenpeace se v kampani zaměřilo na různé články dodavatelského řetězce s palmovým olejem některých globálních společností známých značek a usilovalo o to, aby tyto společnosti podnikly kroky k zastavení expanze plantáží palmy olejné. Od té doby se velká část průmyslu zavázala k čerpání jen takového palmového oleje, kvůli jehož produkci nebyly vykáceny deštné pralesy a odvodněna rašeliniště, tj. cenné skladiště oxidu uhličitého, mezi nimi i největší producenti palmového oleje na světě – společnosti Wilmar, GAR (Golden Agri-Resources) a v roce 2017 po dlouhé kampani i IOI.    
Na začátku roku 2016 Greenpeace zveřejnilo žebříček hodnotící pokrok 14 nadnárodních korporací, které se zavázaly k nulovému odlesňování indonéských pralesů. Jako nejpokrokovější se ukázaly být společnosti Nestlé a Ferrero, naopak společnosti Johnson & Johnson, Colgate-Palmolive a PepsiCo se podle hodnocení své dosavadní závazky k udržitelné produkci palmového oleje ve skutečnosti téměř vůbec plnit nesnaží. Na základě globální petice s více než půl milionem podpisů firma Colgate-Palmolive slíbila své nedostatky napravit a rozvázala smlouvy s kontroverzní a ze strany Greenpeace často kritizovanou firmou IOI.

### Oceány
Již od první plavby Greenpeace na Amčitku se organizace věnuje oceánům a jejich ochraně. V průběhu let vedla organizace kampaně proti destruktivním formám rybolovu, proti ilegálnímu rybolovu či za proměnu světového rybářství v udržitelné a sociálně spravedlivé průmyslové odvětví. To zahrnuje například kampaně ze označování původu ulovených ryb na výrocích či za ukončení otrockých praktik na rybářských lodích. V současné době Greenpeace požaduje, aby bylo 40 procent oceánu zachováno jako chráněné zóny s omezením rybolovu, aby mohlo dojít k ozdravění rybích populací. Prioritou je pro organizaci například vytvoření sítě oceánských rezervací u břehů Antarktidy.

### Geneticky modifikované organismy (GMO)
Greenpeace má za to, že genetické inženýrství umožňuje vědcům vyvíjet rostliny a živočichy pomocí úpravy genů způsobem, který se v přírodě nevyskytuje, a s tímto konáním nesouhlasí. GMO se mohou v přírodě šířit pylem z pole na pole a křížit se s přirozeně žijícími organismy, kvůli čemuž je nemožné kontrolovat, jak se GMO plodiny šíří, a tím pádem není možné jejich šíření zastavit. Podle Greenpeace je nezbytné chránit biologickou rozmanitost a respektovat společné světové dědictví. Vlády se snaží reagovat na nebezpečí geneticky modifikovaných plodin pomocí mezinárodních regulací, jako je například Cartagenský protokol o biologické bezpečnosti.
Greenpeace vyžaduje, aby GMO nebyly distribuovány, dokud nebude adekvátně zhodnocen jejich dopad na životní prostředí a lidské zdraví. Prosazuje opatření jako jasné značení GMO složek a oddělení geneticky upravených plodin a semen od těch konvenčních. Greenpeace je také proti všem patentům na rostliny, zvířata a lidi, a stejně tak i proti patentům na jejich geny – odmítá biologii jako průmyslovou komoditu. Podle organizace by lidstvo nemělo násilím přetvářet životní formy a světové potravní zdroje podle potřeb svých ekonomických modelů.

#### Greenpeace o zlaté rýži
Greenpeace je proti plánům na využívání zlaté rýže, odrůdy rýže, upravené pomocí genetického inženýrství tak, že v jedlých částech biosyntetizuje beta-karoten, prekurzor pro-vitamínu A. Přídavek beta-karotenu do rýže má preventivně zabraňovat ztrátě zraku v chudých zemích, kde se má zlatá rýže distribuovat. Podle Greenpeace zlatá rýže s podvýživou za 20 let vývoje, během kterých již alternativní metody podvýživu řeší, neudělala nic. Alternativou Greenpeace je přejít od pěstování monokulturních plodin k diverzifikovanému zemědělství a zvýšit produkci plodin bohatých na živiny (obsahujících další živiny kromě beta-karotenu, které se ve zlaté rýži nevyskytují). Greenpeace argumentuje tím, že zdroje by měly být využity na programy, které již v současnosti fungují a skutečně pomáhají podvýživu snižovat.  
K další kritice ze strany Greenpeace došlo v době, kdy byl v časopise Nature zveřejněn článek o verzi zlaté rýže s mnohem vyšším obsahem beta-karotenu. Tato „zlatá rýže 2“ byla vyvinuta a patentována společností Syngenta, což Greenpeace ještě více utvrdilo v podezření, že tento projekt je motivován zisky a slouží jako propaganda s cílem zlepšit veřejné mínění o GMO produktech. V červnu roku 2016 sdružení 107 laureátů Nobelovy ceny podepsalo otevřený dopis, v němž žádalo Greenpeace, aby ukončilo svou kampaň a přestalo blokovat geneticky modifikované plodiny, a obzvláště pak zlatou rýži. Greenpeace kritiku odmítlo s tím, že zlatá rýže nefunguje a není na trhu, tím pádem ji ani Greenpeace nemůže blokovat.

### Toxické odpady
V červenci roku 2011 Greenpeace zveřejnilo svou zprávu Špinavé prádlo (Dirty Laundry), obviňující některé z největších světových značek módy a sportovního oblečení z vypouštění toxického odpadu do čínských řek. Zpráva popisuje problém vodního znečištění v důsledku vypouštění toxických chemikálií spojených s oděvním průmyslem v této zemi. Vyšetřování se zaměřovala na vypouštění odpadní vody ze dvou továren v Číně; jedna patří společnosti Youngor Group a je umístěná v deltě řeky Jang-c’-ťiang, druhá je vlastněná společností Well Dyeing Factory Ltd. a je umístěná na přítoku delty Perlové řeky. Vědecké analýzy vzorků z obou továren odhalily přítomnost nebezpečných a odolných chemikálií typu endokrinních disruptorů, včetně alkylfenolů, perfluorovaných částic a PFOS. Zpráva dále tvrdí, že Youngor Group a Well Dyeing Factory Ltd. mají obchodní vazby na velké oděvní značky, jako jsou Abercrombie & Fitch, Adidas, Bauer Hockey, Calvin Klein, Converse, Cortefiel, H&M, Lacoste, Li Ning, Metersbonwe Group, Nike, Phillips-Van Heusen a Puma AG.
V roce 2013 Greenpeace spustilo kampaň Detox, pod kterou se podepsaly některé oděvní značky ve snaze zastavit vypouštění toxických chemikálií vzniklých při výrobě jejich oblečení do řek.

#### Průvodce zelenější elektronikou
V současnosti je jedním ze značných problémů skutečnost, že každý se čím dál více spoléhá na elektronické vymoženosti, které mají udělat život produktivnějším a zábavnějším, ale rychlost, jakou tyto výrobky nakupujeme a vyhazujeme, má velký dopad na naši planetu. V srpnu roku 2006 Greenpeace zveřejnilo první vydání svého Průvodce zelenější elektronikou, příručku, v níž jsou společnosti seřazeny podle své šetrnosti k životnímu prostředí, a to především na základě spotřeby toxických materiálů v jejich výrobcích a na základě množství elektronického odpadu.
První vydání příručky v srpnu 2006 srovnávalo přední výrobce mobilních telefonů a PC. Použitá kritéria odrážela požadavky kampaně proti toxickým technologiím, která po společnostech vyrábějících elektroniku vyžadovala, aby své výrobky vyráběly bez toxických látek a aby je přijímaly zpět a recyklovaly, jakmile již nebudou používány. Jelikož se průmysl od roku 2006 posunul kupředu, v listopadu 2011 byla kritéria aktualizována s cílem donutit firmy, aby si stanovily ambiciózní cíle k redukci skleníkových plynů, k využívání obnovitelných zdrojů energie až ze 100 %, vyrábění výrobků s dlouhou životností a bez nebezpečných látek a k rozšiřování udržitelných metod napříč celým globálním dodavatelským řetězcem elektronického průmyslu.
Každé tři měsíce Greenpeace vydávalo nové, aktualizované vydání průvodce. Společnosti vybrané do každého vydání byly určeny dle nejaktuálnějších statistik prodeje a podílu na globálním trhu v elektronickém sektoru za poslední rok (mobilní zařízení, PC a TV). Vysoké tempo inovací v tomto průmyslovém odvětví vytváří velké konkurenční prostředí, takže veřejným porovnáním chování jednotlivých výrobců průvodce vybízí k využívání nejlepších metod řešení nejdůležitějších environmentálních výzev a zároveň poskytuje spotřebitelům cenné informace o dopadu jednotlivých společností na životní prostředí. Aby byla zajištěna transparentnost hodnocení, společnosti jsou hodnoceny pouze na základě veřejně dostupných informací. Aby ověřilo politiku a praktiky jednotlivých společností, Greenpeace využívá chemické testy výrobků, zprávy průmyslových pozorovatelů, zprávy z médií a také testování spotřebitelských programů, aby se zjistilo, jestli s nimi jejich kroky souhlasí. V případě rozporu s politikou společnosti jsou zveřejněny a jasně vysvětleny odpovídající trestné body.
Od doby, kdy byl průvodce v roce 2006 poprvé zveřejněn, vedl společně s dalšími kampaněmi k mnoha zlepšením. Mnoho hodnocených společností vzalo výsledky velmi vážně a snaží se svůj výkon zlepšit, například eliminováním toxických chemikálií ze svých výrobků a zdokonalením svého recyklačního procesu. Poslední, v pořadí celkem 19. vydání Průvodce zelenější elektronikou bylo zveřejněno v říjnu 2017.

### Zachraňme Arktidu
V návaznosti na úspěšnou kampaň k dosažení Protokolu o ochraně životního prostředí ke Smlouvě o Antarktidě byla v roce 2012 a 2013 zahájena kampaň „Save the Arctic“ (Zachraňme Arktidu) požadující, aby byla zastavena těžba ropy a plynu, průmyslový rybolov a vojenské operace v oblastech za polárním kruhem. Greenpeace vyžadovalo od světových lídrů na Valném shromáždění OSN vytvoření „globální chráněné rezervace v mezinárodních arktických vodách“, která by chránila zranitelné živočichy a celý ekosystém.

#### Arktická třicítka

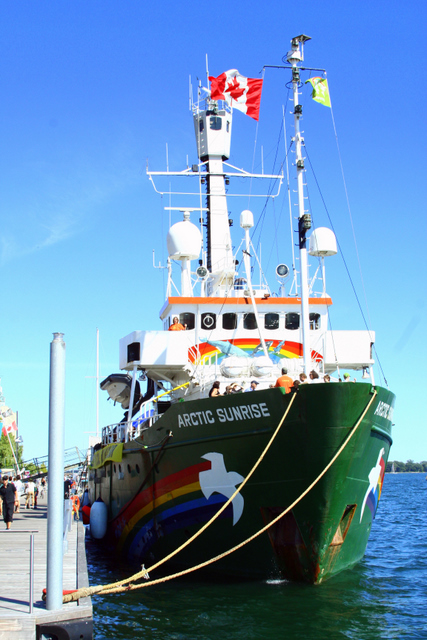
Jedna z lodí Greenpeace - Arctic Sunrise

30 aktivistů na lodi Arctic Sunrise bylo 19. září 2013 zatčeno v Pečorském moři ruskou pobřežní stráží, když protestovali proti právě probíhající těžbě ropy na plošině Prirazlomnaya společnosti Gazprom. Členové Greenpeace byli nejprve obviněni z pirátství, později se obvinění zmírnilo na pouhé výtržnictví, načež bylo ruskou vládou na základě části zákona o amnestii zcela staženo. Mezinárodní soud v roce 2015 rozhodl, že se proti mezinárodnímu právu naopak provinilo Rusko, když přepadlo loď Greenpeace v mezinárodních vodách. Soud přiřkl kompenzace Nizozemsku, pod jehož vlajkou loď Arctic Sunrise plula. Rusko ovšem celý soudní proces bojkotovalo a rozsudek odmítlo.

#### Kampaň proti Shellu
Plány společnosti Royal Dutch Shell na těžbu ropy v Arktidě vedly k protestům ekologických skupin, především Greenpeace. Analytici z oblasti energetiky i souvisejících průmyslových odvětví navíc rovněž vyjádřili pochybnosti kvůli tomu, že těžba v tomto regionu je „příliš nebezpečná vzhledem k drsným podmínkám a vzdáleným oblastem“.
16. března 2012 se 52 aktivistů Greenpeace z pěti různých států dostalo na paluby lodí Fennica a Nordica, víceúčelových ledoborců vypravených podpořit ropné vrty Shellu poblíž Aljašky.
V červenci roku 2012 uzavřeli aktivisté Greenpeace 53 čerpacích stanic Shell v Edinburghu a Londýně na protest proti plánům společnosti na těžbu ropy v Arktidě.
Poté, co v prosinci 2012 ropná plošina Kulluk najela na mělčinu u ostrova Kodiak, bylo oznámeno přezkoumání těchto plánů.
V reakci na protesty podal Shell soudní žalobu a podařilo se mu docílit předběžného opatření, které zakazovalo Greenpeace bránit aktivitám spojeným s plánovanou těžbou ropy v Arktidě. Benjamin Jealous z NAACP a ředitel Greenpeace USA Phil Radford toto rozhodnutí kritizovali s tím, že „pošlapává práva Američanů“. Podle Greenpeace Shell také požádal společnost Google, aby zakázala videonahrávku z protestní akce Greenpeace, která se 25. srpna 2013 odehrála na Shellem sponzorovaném závodu belgické Grand Prix Formule 1, kde se při vítězném ceremoniálu objevily transparenty „SaveTheArctic.org“. Na videu se transparenty automaticky vztyčí (aktivisté je ovládali pomocí čtyř rádiových antén z automobilů) a odhalí odkaz na webové stránky společně s obrázkem vedle nápisu, který se z poloviny skládá z hlavy ledního medvěda a z poloviny z loga společnosti Shell.
Společnost Royal Dutch Shell poté oznámila pauzu v časovém rozvrhu projektu na začátku roku 2013 a v roce 2015 korporace oznámila ukončení svého těžebního programu v Arktidě.
V červenci 2014 Greenpeace spustilo globální kampaň s cílem přesvědčit společnost Lego, aby v reakci na plány Shellu těžit ropu v Arktidě přestala vyrábět hračky nesoucí logo Shellu. Partnerství firmy Lego se společnosti Shell se datuje již do 60. let minulého století, ačkoliv společnost LEGO vytvořila fiktivní ropnou společnost zvanou Octan. Octan se objevil v nespočtu Lego setů, počítačových a konzolových her, může být viděn v parcích Legoland a objevuje se jako korporace vedená záporným hrdinou Prezidentem Byznysem ve filmu LEGO příběh. Hračkářská společnost nakonec přestala se společností Shell spolupracovat.
V roce 2015 oživil Shell své plány na těžbu v Arktidě, což vyvolalo další masivní protesty nejen Greenpeace, ale i široké veřejnosti. Protesty začaly v květnu roku 2015 v reakci na zprávu, že přístav v Seattlu uzavřel se společností Shell dohodu o zakotvení jejích vrtných souprav v přístavním Terminálu 5 mimo sezónu ropných průzkumů v aljašských vodách. Příjezd nové arktické vrtné lodi Shellu jménem Polar Pioneer byl „uvítán“ osmi stovkami protestujících lidí na kajacích v zálivu Elliottově zálivu.
6. května 2015 přišly zprávy, že během inspekce pobřežní stráže na lodi Polar Pioneer selhal kus zařízení proti znečištění, což vedlo k pokutám a zpoždění operace. Šéfové ropných společností Total a Eni v rozhovoru pro deník The New York Times vyjádřili svou skepsi ohledně nových ambic Shellu na těžbu ropy v arktických vodách, a to kvůli ekonomickým i environmentálním překážkám. Společnosti ConocoPhillips a Statoil ukončily těžbu v Arktidě již dříve, po neúspěšném pokusu Shellu v roce 2012.
Shell navíc později toho roku poškodil tanker Fennica, který musel být poslán na opravy do Portlandu v Oregonu. Na cestě zpět se 30. července aktivisté Greenpeace na lanech visících z mostu St. Johns Bridge a „kajaktivisté“ ve vodě pokusili zabránit ledoborci v návratu na Aljašku. I když byli protestující nakonec odvedeni, díky čemuž mohl ledoborec odplout, Greenpeace podle svého vyjádření symbolicky vyhrálo tím, že protest přinutil loď vrátit se do přístavu a zdržel její plavbu nejméně o jeden den.
Krátce po zahájení zkušebních vrtů na podzim 2015 firma tyto vrty ukončila a vydala prohlášení, že v těžbě již nebude pokračovat. Oficiálním důvodem byl nedostatečný objem ropy v nalezišti a nízké ceny na trhu, organizace Greenpeace však tvrdí, že na rozhodnutí měl vliv i odpor veřejnosti. Shell přiznal, že za projekt těžby v Arktidě zaplatil nejméně 7 miliard dolarů.

#### Aktivity v Norsku
Mezi norskou vládou a Greenpeace panují spory kvůli ropným vrtům v Severním ledovém oceánu. V roce 2013 se tři aktivisté Greenpeace dostali na ropnou plošinu společnosti Statoil (dnes Equinor), oblečeni v medvědích kostýmech. Podle mluvčího Greenpeace Rusko zůstali na plošině asi tři hodiny. Poté byli aktivisté eskortováni na břeh. Statoil proti nim prý neplánoval podat žalobu.
Greenpeace argumentovalo, že těžební plány Statoilu představovaly hrozbu pro Medvědí ostrov, neobydlenou přírodní rezervaci obývanou různými živočichy včetně ledních medvědů, protože případné úniky ropy by kvůli drsným podmínkám v Arktidě bylo téměř nemožné vyčistit. Greenpeace považuje ropné aktivity Statoilu za ilegální. Statoil výrok Greenpeace odmítá. Časopis The Maritime Executive přinesl v roce 2014 jeho vyjádření: „Statoil respektuje právo lidí na legální protest a podle nás je důležité vést o ropném průmyslu demokratickou debatu. Kvůli operaci jsme vytvořili robustní plány, o kterých jsme si jistí, že mohou být provedeny bezpečně a bez nehod“.  
27. května 2014 loď Greenpeace Esperanza zabrala ropnou plošinu společnosti Statoil Transocean Spitsbergen v Barentsově moři, v důsledku čehož nebyla plošina schopná provozu. Poté manažer Greenpeace Norsko Truls Gulowsen poskytl telefonický rozhovor, v němž uvedl, že „pět aktivistů opustilo vrtnou plošinu minulou noc helikoptérou a tři se vrátili na nedalekou loď Greenpeace“. Na plošině bylo v tu dobu ještě sedm aktivistů, které ale nemohla norská policie okamžitě odvést, protože plošina byla vlajkovou lodí registrovanou na Marshallových ostrovech, a proto do té doby, než začala znovu těžit, byla považována za loď na otevřeném moři. 29. května bylo však sedm aktivistů na plošině poklidně zadrženo norskou policií. Brzy poté byli podle agentury Reuters všichni aktivisté propuštěni bez jakékoliv pokuty. 30. května nakonec nechala norská pobřežní stráž loď Esperanza odtáhnout, a to i navzdory tomu, že to ráno Greenpeace předložilo norskému ministrovi životního prostředí Tine Sundtoft v Oslu námitku podepsanou více než 80 000 lidmi. Norská vláda a policie údajně dovolila pobřežní stráži loď Greenpeace odtáhnout.
Norská policie uvedla, že Statoil požádal Greenpeace, aby přestalo bránit jeho aktivitám, ale Greenpeace toto varování ignorovalo. Policie uvedla, že zásah Greenpeace do ropných aktivit byl v rozporu s norskými zákony, a nařídila Greenpeace ono místo v Barentsově moři opustit. Statoil uvedl, že zpoždění začátku těžby stálo denně společnost asi 1,26 milionu amerických dolarů.
Podle Reuters byl Statoil kritizován za zahájení vrtů „tří ropných ložisek na lokalitách Apollo, Atlantis a Mercury v oblasti Hoop, [která leží] asi 300 km od pevniny [Norska]“ v létě roku 2014. Greenpeace pokračuje v kritice této velké ropné společnosti za jejich „greenwashing“, kdy měl Statoil skrývat pravdu o tom, že provádí riskantní těžbu ropy pořádáním „LEGO Ligy“ se společností LEGO, a odvádět tak pozornost lidí od svého projektu. Greenpeace nadále trvá na tom, že Statoil musí změnit svůj postoj k životnímu prostředí.
18. října 2016 byla proti norské vládě podána žaloba za její rozhodnutí otevřít Barentsovo moře ropným průzkumům, což je podle Greenpeace v rozporu s ústavou země a ohrožuje to Pařížskou klimatickou dohodu. Tento soudní případ byl iniciován aliancí zahrnující i Greenpeace, aktivisty z řad domorodých obyvatel, skupiny mladých lidí a bývalého ředitele Goddardova institutu pro vesmírné studie NASA Jamese Hansena. Žaloba nebyla úspěšná.

## Lodě

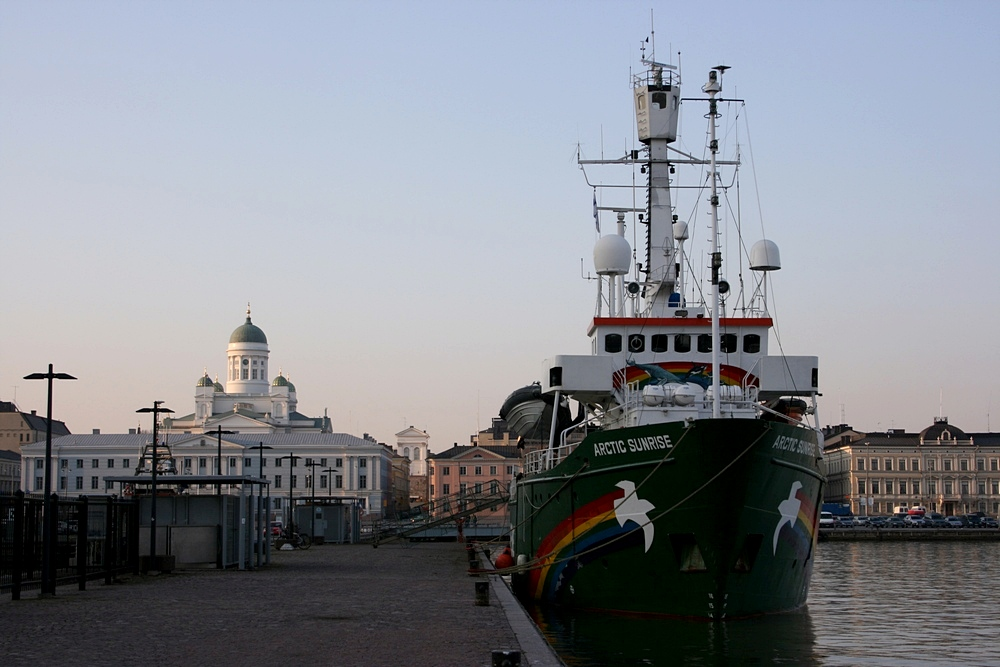
Loď Greenpeace MV Arctic Sunrise v přístavu v Helsinkách.

Od založení Greenpeace hrály lodě na mořích v kampaních této organizace zcela klíčovou roli.
Greenpeace vlastní v současné době tři velké zaoceánské lodě.

### V provozu
- Arctic Sunrise
- Esperanza
- Rainbow Warrior III

Krom toho mají některé kanceláře Greenpeace k dispozici vlastní námořní lodě – Argus v Nizozemsku, Belugu II v Německu a Taitu na Novém Zélandu.

### Bývalé lodě

#### První Rainbow Warrior
V roce 1978 Greenpeace uvedlo do provozu původní Rainbow Warrior, 40 metrů dlouhou bývalou rybářskou loď pojmenovanou podle knihy Warriors of the Rainbow, která inspirovala jednoho z prvních aktivistů Roberta Huntera během první plavby na Amčitku. Greenpeace koupilo Rainbow Warrior, která původně vyplula jako Sir William Hardy v roce 1955, za cenu 40 000 liber. Dobrovolníci ji opravili během čtyř měsíců. Poprvé se jako loď Greenpeace vypravila přerušit lov islandské velrybářské flotily a rychle se stala pilířem kampaní Greenpeace. Mezi lety 1978 a 1985 se členové posádky zapojili do přímé akce proti znečišťování oceánů toxickými a radioaktivními odpady, lovu tuleňů kuželozubých na Orknejích a jadernému testování v Pacifiku. V květnu 1985 loď pomáhala při „Operaci Exodus“, evakuaci asi 300 obyvatel atolu Rongelap, jejichž domov byl zamořen jaderným spadem z jaderného testu USA, který byl proveden o dvacet let dříve, nebyl nikdy vyčištěn a stále měl vážné dopady na zdraví místních obyvatel.
Později během roku 1985 Rainbow Warrior vedla flotilu protestních plavidel do vod okolo atolu Mururoa, místa provádění francouzských jaderných testů. Poté, co francouzská vláda na rozkaz samotného Françoise Mitterranda tajně na loď v přístavu v Aucklandu vypálila bombu, byla loď Rainbow Warrior potopena. Během toho byl zabit holandský fotograf na volné noze Fernando Pereira, který považoval za bezpečné vstoupit na loď a pořídit tam fotografie navzdory první malé explozi, utopil se však následkem druhého, většího výbuchu. Útok se stal pro Francii a její vztahy s veřejností katastrofou poté, co byla celá konspirace rychle odhalena a zveřejněna novozélandskou policií. Francouzská vláda v roce 1987 souhlasila s tím, že zaplatí Novému Zélandu kompenzaci ve výši 13 milionů novozélandských dolarů a že se za bombový útok formálně omluví. Francouzská vláda rovněž zaplatila 2,3 miliony franků jako kompenzaci rodině fotografa. Později, v roce 2001, když japonský Institut pro výzkum kytovců označil Greenpeace za „ekoteroristy“, výkonný ředitel Greenpeace Gert Leipold odsoudil tento výrok s tím, že „nazvat nenásilný protest terorismem je urážkou těch, kteří byli zraněni nebo zabiti při útocích skutečných teroristů, jako například v případě Fernanda Pereiry zabitého státním terorismem v roce 1985 při útoku na Rainbow Warrior“.

#### Rainbow Warrior II

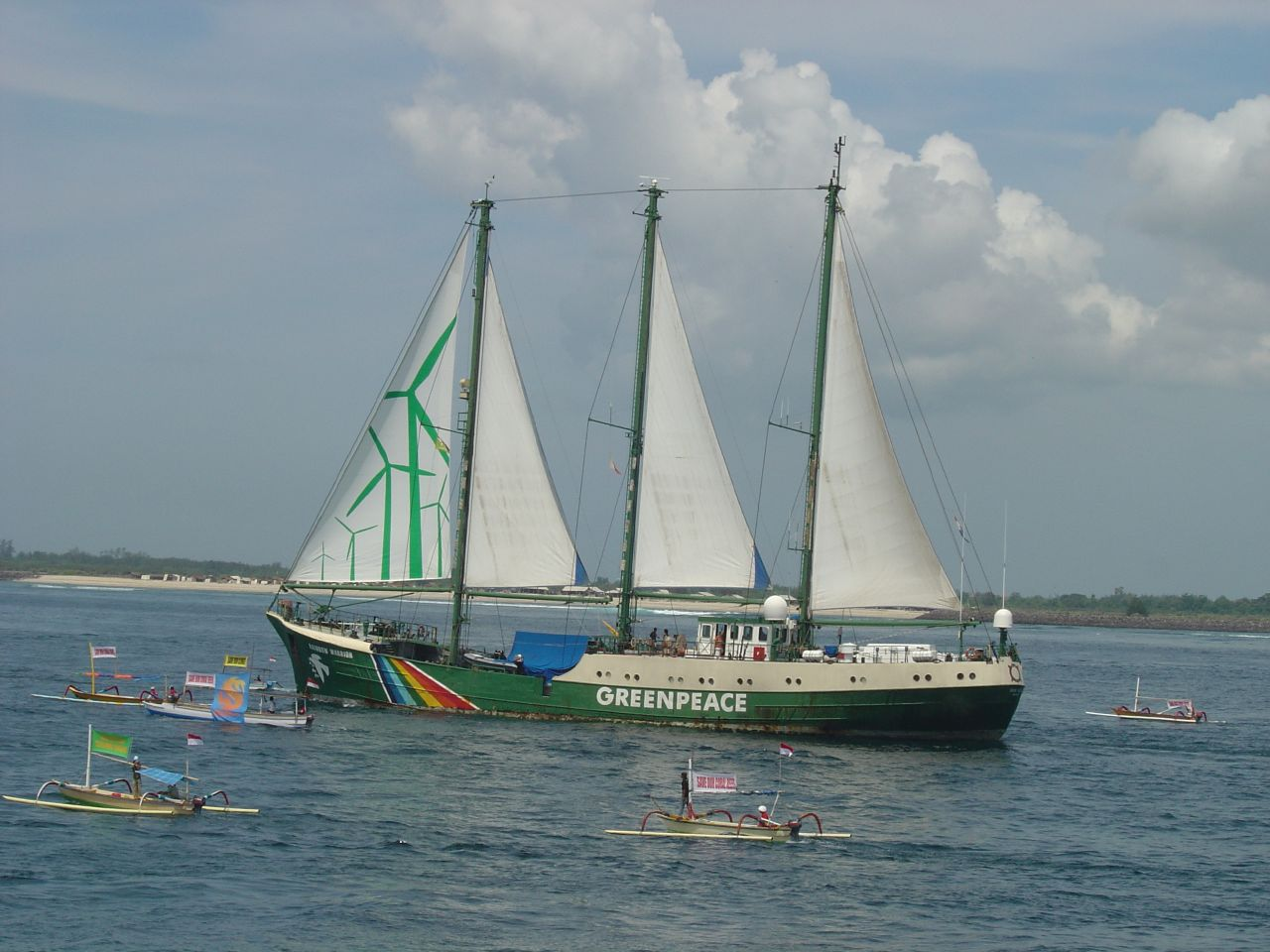
Druhá loď Rainbow Warrior organizace Greenpeace připlouvá na Bali na klimatickou konferenci OSN v roce 2007.

V roce 1989 Greenpeace nahradilo první Rainbow Warrior novou lodí, někdy označovanou jako Rainbow Warrior II. V roce 2005 Rainbow Warrior II narazila na mělčinu útesu Tubbataha na Filipínách a poškodila ho, když útes zkoumala kvůli bělení korálů, načež Greenpeace dostalo za poškození korálů pokutu 7 000 amerických dolarů. S jejím zaplacením organizace souhlasila, protože se cítila za poškození odpovědná, i když uvedla, že jí filipínská vláda poskytla zastaralé mapy. Manažer parku Tubbataha ocenil rychlé kroky Greenpeace při zhodnocování poškození útesu. Mimo provoz byl Rainbow Warrior II uveden 16. srpna 2011 a byl nahrazen lodí třetí generace.

### Další lodě Greenpeace
- MV Sirius
- MV Solo
- MV Greenpeace
- MV Gondwana
- MV Beluga

## Greenpeace v Československu

### Před rokem 1989
Ačkoli česká pobočka byla oficiálně založena až v roce 1991, mezinárodní organizace provedla na území tehdejšího Československa dvě přímé akce již v době, kdy byla ještě u moci komunistická strana. V obou případech byli aktivisté Greenpeace zatčeni a vyhoštěni.
V dubnu 1984 aktivisté Greenpeace vylezli na osm komínů různých evropských provozů znečišťujících ovzduší a způsobujících kyselé deště; jedním z nich byla teplárna v Karlových Varech. Podle organizace ostraha objektu po aktivistech během protestu střílela. O tři roky později vyvěsili rakouští přívrženci Greenpeace transparent z balkonu Národního muzea. V den prvního výročí havárie jaderné elektrárny Černobyl tím varovali před rozvojem jaderné energetiky.

### Porevoluční aktivity
Už v listopadu 1989 přijíždí do Prahy na Václavské náměstí duhový autobus Greenpeace Rakousko. Na náměstí ho navštěvují davy zvědavých Čechů a podepisují se pod petici proti jaderné energetice. Během krátké doby nasbírají aktivisté přes 80 tisíc podpisů. Na jaře 1990 se autobus vydává na cesty. Pojízdná laboratoř, která je v něm umístěná, mapuje staré ekologické zátěže a odebírá vzorky vody, vzduchu a půdy. Výsledky měření byly podle organizace katastrofální, a vyzvala proto československé úřady k nápravě. V dubnu – opět na výročí od výbuchu v Černobylu – vylezlo 13 aktivistů z 9 zemí na rozestavěnou chladicí věž a vyvěsilo zde obří transparent “STOP ČSFRnobyl”.
Počátkem roku 1991 Greenpeace International rozhoduje o oficiálním založení pobočky v Československu, tehdy jediné v celé střední a východní Evropě.

## Greenpeace v Česku

### Historie

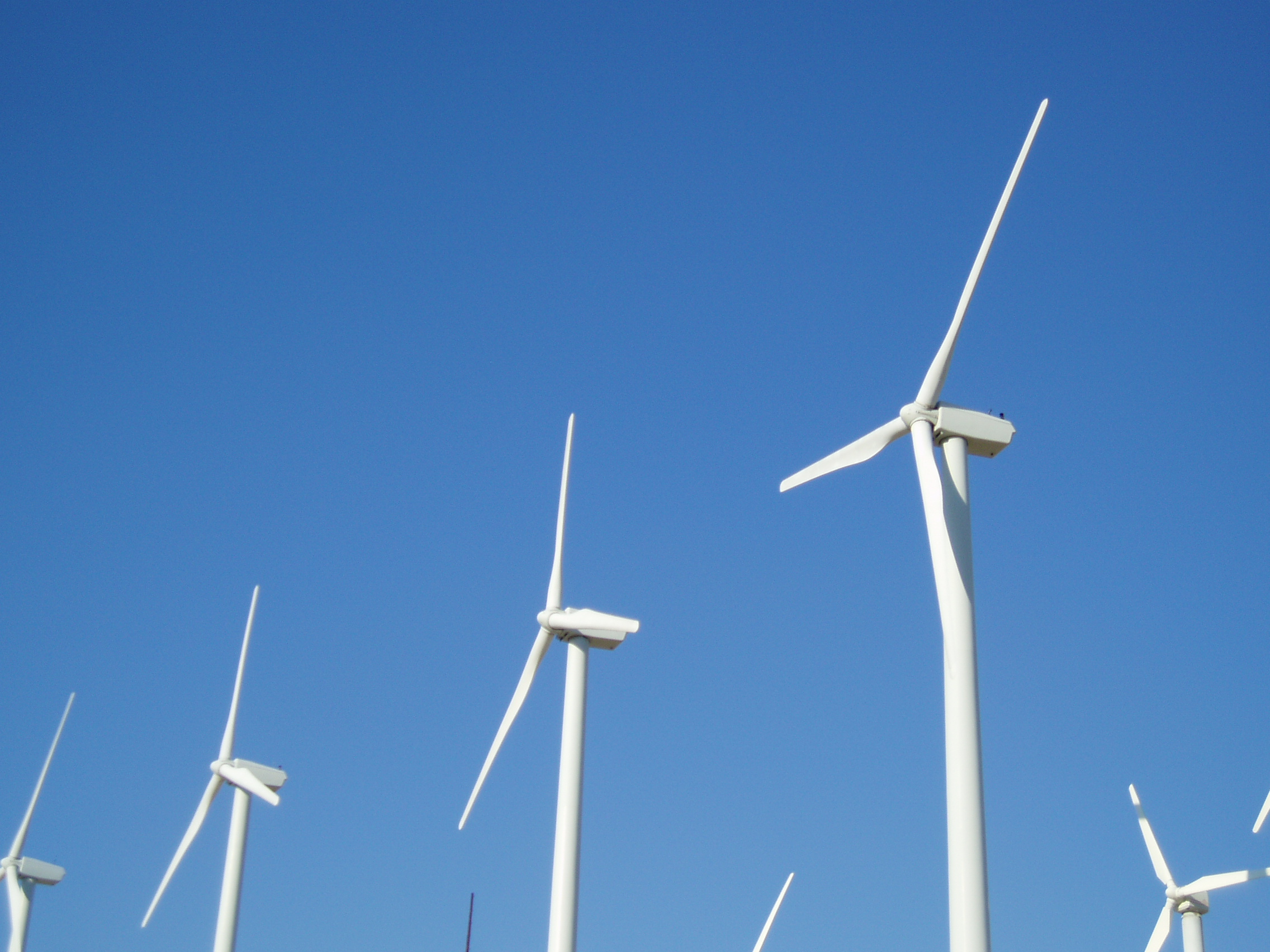
Greenpeace propaguje obnovitelné zdroje energie

Během rozdělení Československa se rozdělila i kancelář na českou a slovenskou část. Zatímco slovenská pobočka se později spojila s dalšími státy střední a východní Evropy do Greenpeace CEE, česká kancelář zůstává zatím samostatná.[zdroj?]
Prvním ředitelem Greenpeace v Československu se stal Ivo Šilhavý, jeden ze zakladatelů Dětí Země. Druhou ředitelkou byla Hana Pernicová (později Nadace VIA a HCWH) a třetím Jiří Tutter (1999–2010), který odešel do Správy Národního parku České Švýcarsko. Od roku 2010 vedl pobočku Čestmír Hrdinka, bývalý odborný pracovník ministerstva životního prostředí a bývalý ředitel evropské pobočky mezinárodní nevládní organizace Health Care Without Harm. Od roku 2013 vede Greenpeace v České republice David Murphy, který dříve působil například v Nadaci Partnerství.

V české pobočce Greenpeace v minulosti pracovali např. Jan Piňos (bývalý ředitel CHKO Broumovsko), Václav Vašků (fotograf a novinář) nebo Miroslav Šuta (expert na zdravotní rizika).

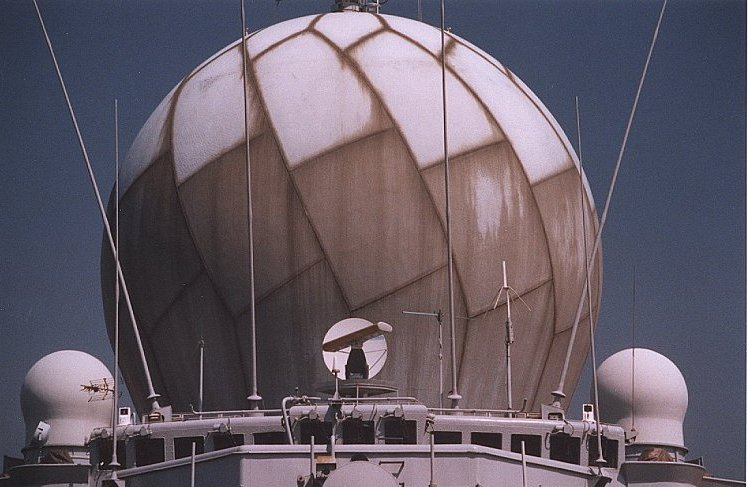
Radar

Česká pobočka Greenpeace vedla mimo jiné kampaně proti dostavbě Jaderné elektrárny Temelín, za vyčištění Labe, proti hračkám z PVC obsahujícím ftaláty, za rozvoj solární energetiky (fotovoltaiky) a dalších obnovitelných zdrojů, proti uvolňování geneticky modifikovaných organismů GMO do životního prostředí nebo za dekontaminaci zamořené chemičky Spolana Neratovice.
V roce 2007 zahájilo Greenpeace v Česku kampaň proti záměru na výstavbu americké vojenské základny systému protiraketové obrany a zřídilo k tomuto tématu speciální internetové stránky vrtetiradarem.cz. V červnu 2008 obsadilo lokalitu pro vybudování americké vojenské základy v Brdech a vyhlásilo fiktivní stát Peaceland. Vojenská policie zareagovala zatčením protestujících. V září 2009 USA oznámily, že od svého záměru na vybudování základny ustoupily a daly přednost námořnímu systému Aegis. Na základě kampaně proti umístění amerického radaru v Brdech vznikl film Český mír.

### Současnost
V současnosti se Greenpeace v Česku věnuje zejména klimatické kampani, jejíž součástí je úsilí o zachování územních limitů těžby hnědého uhlí v severních Čechách a o odepsání zásob uhlí pod městem Horní Jiřetín a obcí Černice. Pro školu v Horním Jiřetíně vybrala organizace Greenpeace v roce 2017 peníze na instalaci fotovoltaického střešního systému. Součástí protiuhelných aktivit Greenpeace je i kampaň za odstavování uhelných elektráren, především ve Chvaleticích a Počeradech.
Dalším velkým tématem je pro Greenpeace v České republice plastové znečištění a nadměrná výroba plastů. Vede kampaň za omezení jednorázových plastů a za zavedení zálohového systému na plastové lahve.
V rámci globálních kampaní se česká pobočka zapojuje také do ochrany pralesů, oceánů, Arktidy a Antarktidy.

### Financování

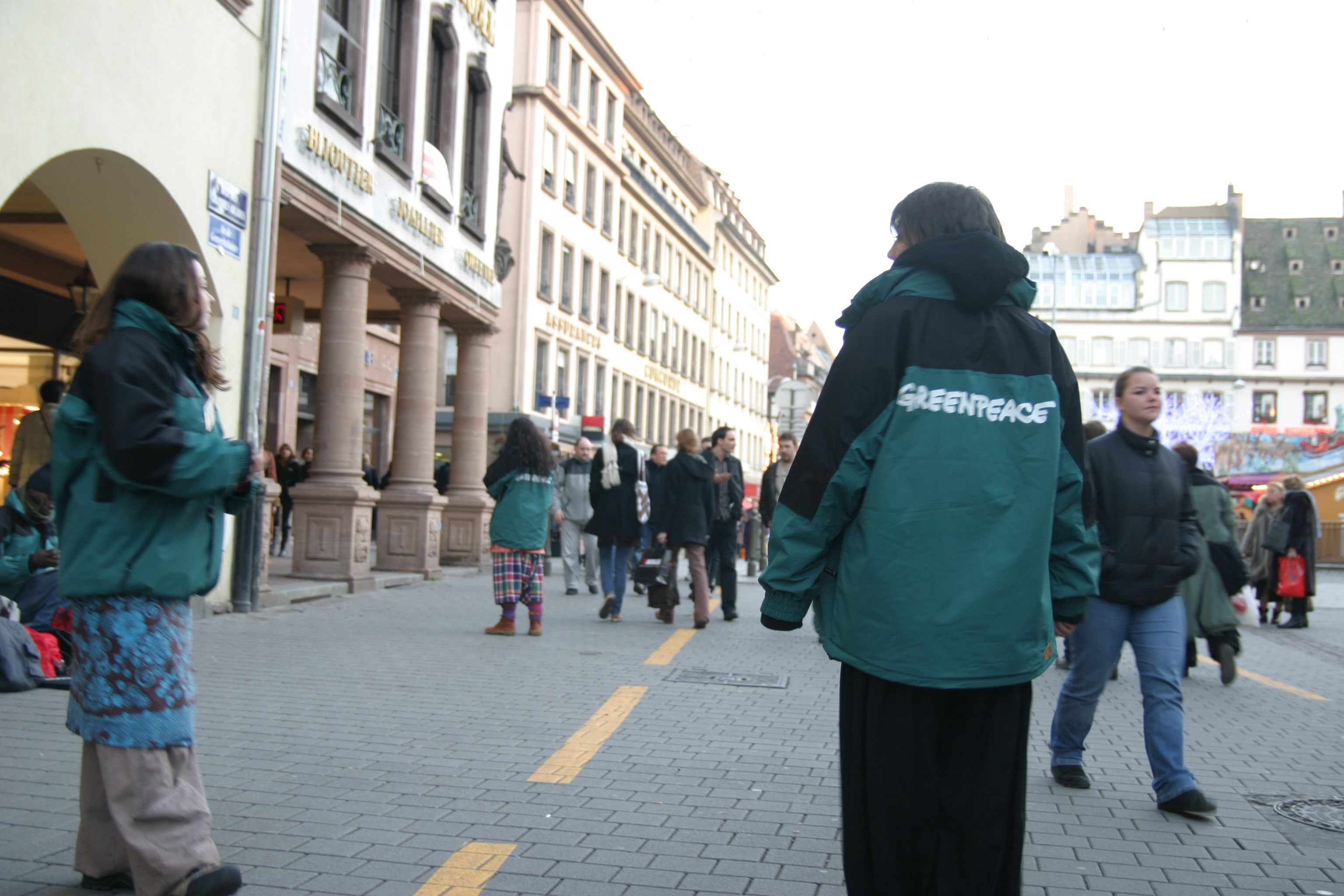
Greenpeace oslovuje s žádostí o podporu lidí přímo v ulicích měst

Greenpeace zveřejňuje každoročně výroční zprávy o své činnosti a podrobuje své účetnictví auditu. Podle Výroční zprávy 2005 činil roční rozpočet české pobočky Greenpeace asi 13 milionů korun. Drtivou většinu příjmů (přes 8 milionů) činily dary českých příznivců organizace. Další podstatnou položkou byl příspěvek Greenpeace International. Drobné příjmy mělo Greenpeace z grantu Open Society Fund a z prodeje upomínkových předmětů.

## Reakce a odpovědi na aktivity Greenpeace
Proti Greenpeace bylo podáno množství žalob kvůli ušlým ziskům, poškození pověsti a neoprávněnému vstupu na cizí plavidlo. V roce 2004 vyšlo najevo, že australská vláda nabídla dotaci společnosti Southern Pacific Petroleum pod podmínkou, že započne právní kroky proti Greenpeace, které vedlo kampaň proti projektu Stuart Oil Shale Project.
Některé korporace, jako například Royal Dutch Shell, BP a Électricité de France, reagovaly na kampaně Greenpeace tajným sledováním aktivit Greenpeace a infiltrací jejich kanceláří. Aktivisté Greenpeace se také stali terčem odposlechu telefonů, výhrůžek smrti, násilí a dokonce i státního terorismu jako v případě bombardování lodě Rainbow Warrior.
Generální prokuratura Ruské federace zařadila 19. května 2023 Greenpeace na seznam tzv. „nežádoucích“ organizací za údajné „vměšování se do vnitřních záležitostí Ruska, poškozování jeho hospodářství a financování nepřátelských organizací“.

## Kontroverze a kritika

### Patrick Moore
Kanadský ekolog Patrick Moore, jeden z prvních členů Greenpeace, opustil organizaci v roce 1986 poté, co se podle Moora rozhodla podpořit univerzální zákaz používání chlóru v pitné vodě. Moore argumentoval tím, že Greenpeace je dnes motivováno spíše politikou než vědou a že žádný z jeho „kolegů ředitelů nemá žádné formální vědecké vzdělání“. Bruce Cox, ředitel Greenpeace Kanada, odpověděl, že Greenpeace univerzální zákaz chlóru nikdy nepožadovalo a není proti používání chlóru v pitné vodě nebo pro farmaceutické použití, a dodal, že „Moore je ve svém rozjímání nad bojem proti chlóru a/nebo využití vědy jako svého důvodu pro odchod z Greenpeace sám“.
Paul Watson, jeden z prvních členů Greenpeace, řekl, že Moore „využívá svůj status tzv. zakladatele Greenpeace k tomu, aby mohl dodávat věrohodnost svým obviněním. Já jsem rovněž zakladatel Greenpeace a znám Patricka už 35 let. [...] Moore vznáší obvinění, která nemají žádný reálný základ“.
Nedávno byl Moore obzvlášť kritický k postoji Greenpeace ke zlaté rýži, problému, ve kterém se Moore společně s jinými environmentalisty, jako je například Mark Lynas, rovněž angažoval a tvrdil, že Greenpeace „vede dezinformační kampaň, zatracuje vědce usilující o zprostředkování zlaté rýže potřebným lidem a podporuje násilné ničení terénních pokusů pěstování zlaté rýže“.
Patrick Moore rovněž změnil svůj postoj vůči jaderné energetice, kterou nejprve odmítal a nyní ji podporuje. V australských novinách The Age píše, že „Greenpeace se mýlí – jadernou energii musíme brát v úvahu“. Argumentuje tím, že jakýkoliv realistický plán na snížení naší závislosti na fosilních palivech nebo emisích skleníkových plynů musí obsahovat i zvýšenou spotřebu jaderné energie. Phil Radford, výkonný ředitel Greenpeace USA, na to odpověděl, že jaderná energie je příliš riskantní, stavba elektráren trvá příliš dlouho, aby reagovala na změnu klimatu, a že mnoho zemí včetně USA by mohlo přejít téměř ze 100 % na energii z obnovitelných zdrojů zároveň s ukončením jaderné energie do roku 2050.

### Tanker Brent Spar
Výzkum zveřejněný v přírodovědeckém časopise Nature obvinil Greenpeace z toho, že nedbalo fakt, když kritizovalo likvidaci tankeru Brent Spar, a obvinil skupinu z nadhodnocování objemu ropy uložené v tankeru. Greenpeace tvrdilo, že tanker obsahoval 5 500 tun surové ropy, zatímco společnost Shell objem odhadla na pouhých 50 tun. Během protestního obléhání paluby byla však na nátlak provedena měření, protože Shell odmítl poskytnout povolení. Na Greenpeace bylo zaútočeno vodními děly. BBC se poté Greenpeace omluvilo za své tvrzení, že tato nevládní organizace lhala.
Britský Shell si nechal tři roky na zhodnocení možnosti likvidace tankeru a nakonec došel ke zjištění, že nejlepším řešením pro životní prostředí je jeho potopení do oceánu. Tato alternativa získala podporu mezi určitou částí vědecké komunity, neboť podle některých měla pouze „zanedbatelný“ dopad na životní prostředí. Britská vláda a Konvence pro ochranu mořského životního prostředí v severovýchodním Atlantiku (OSPAR) toto řešení přijaly.
Výsledná kampaň nevládních organizací proti návrhům Shellu zahrnovala dopisy, bojkoty a lobbování na mezivládních konferencích. Na setkání OSPARu v roce 1998 WWF prezentovalo studii o dopadech toxických látek na hlubokomořské ekosystémy. Na setkání byl potvrzen obecný zákaz ukládání odpadu do oceánů. Shell převezl ropnou plošinu do místa plánovaného potopení, ale v posledních hodinách operaci zrušil a oznámil, že své plány dostatečně neprojednal s veřejností, a připustil, že podcenil sílu veřejného mínění. V lednu roku 1998 Shell zveřejnil novou studii, která doporučila recyklaci plošiny na přístavní hráz v Norsku. V roce 1999 byl kontejner Brent Spar vyřazen z provozu.

### Tokyo Two
V roce 2008 ukradli dva aktivisté usilující o konec lovu velryb, Junichi Sato a Toru Suzuki, dodávku velrybího masa ze skladiště v prefektuře Aomori v Japonsku. Jejich záměrem bylo odhalit veřejnosti to, co považovali za zpronevěru masa získaného lovem velryb. Poté, co skončilo krátké vyšetřování jejich obvinění, byli Sato a Suzuki zatčeni a obžalováni z krádeže a vloupání. Organizace Amnesty International uvedla, že zatčení a následné razie v kanceláři Greenpeace Japonsko a domovech pěti zaměstnanců Greenpeace měly zastrašit aktivisty a nevládní organizace. Aktivisté byli soudem prefektury Aomori v září 2010 odsouzeni za krádež a vloupání.[zdroj?]

### Létání Pascala Hustinga
V roce 2013 se objevily zprávy, že Pascal Husting, programový ředitel Greenpeace International, několikrát letěl pracovně 400 km letadlem, a to navzdory kampani Greenpeace za omezování cest letadlem kvůli uhlíkové stopě. Greenpeace přitom uvádí, že nárůst letecké dopravy snižuje naše šance na zastavení nebezpečné změny klimatu. Po vypuknutí veřejné vlny nevole Greenpeace oznámilo, že Husting bude v budoucnu cestovat vlakem. V současné době již Husting v Greenpeace nepracuje.

### Obrazce v Nazce
V prosinci roku 2014 aktivisté Greenpeace poškodili skálu, která je součástí obrazců na planině Nazca v Peru, když mezi liniemi jednoho ze slavných obrazců napínali transparent. Vznikly také obavy, že poškození by mohlo být nevratné. Aktivisté poškodili místo kolem obrazce kolibříka tím, že blízko něho kráčeli bez správné obuvi. Přístup na lokalitu okolo obrazců je zakázán a je povinné nosit speciální obuv, aby se předešlo poškození tohoto místa, zapsaného na seznamu Světového dědictví OSN.
Greenpeace tvrdilo, že aktivisté byli „naprosto opatrní, aby obrazce Nazca nepoškodili“, odporuje tomu však video a fotografie zachycující aktivisty, jak po lokalitě chodí v běžné obuvi. Greenpeace se obyvatelům Peru omluvilo, ale Loise Jamie Castillo, náměstek peruánského ministra kulturního dědictví, označil omluvu za „vtip“, protože Greenpeace odmítlo identifikovat vandaly a převzít odpovědnost. Ministryně kultury Diana Álvarez-Calderón řekla, že důkazy shromážděné vládou během vyšetřování budou použity jako součást žaloby proti Greenpeace. „Poškození, které vzniklo, je nevratné a omluvy této ekologické organizace nejsou dostatečné,“ řekla na tiskové konferenci. Do ledna 2015 Greenpeace zveřejnilo vyjádření čtyř členů organizace zapojených do akce.

### Protivelrybářská kampaň v 90. letech v Norsku
Během devadesátých let Greenpeace podniklo mnoho výprav proti lovu velryb do Norska. Proti organizaci se zvedla kritika, podle níž Greenpeace vedlo tyto kampaně jen proto, aby získalo finanční podporu od amerických přispěvatelů, a že jejich motivace nemá moc společného se záchranou přírody. Podle kritiků byl v té době lov žraloků v USA mnohem větší problém pro životní prostředí, ale jelikož žraloci nejsou moc oblíbení, „nevydělali“ by tolik peněz. Greenpeace toto tvrzení vždy odmítalo. V norských novinách Dagbladet z 11. dubna 2015 Kumi Naidoo připustil, že kampaň proti lovu velryb byla „špatná kalkulace“. Organizace uznala, že kampaň nepřinesla kýžený účinek a konzumace velrybího masa se kvůli ní v Norsku paradoxně dočasně zvýšila. Greenpeace tvrdí, že lov velryb po jeho zákazu Mezinárodní velrybářskou komisí Norsko obnovilo pouze z důvodu politických a nyní čelí mnoha překážkám, včetně snížené poptávky v Japonsku.

### Otevřený dopis laureátů Nobelovy ceny
V červnu 2016 podepsalo 107 laureátů Nobelovy ceny otevřený dopis vyzývající Greenpeace, aby ukončilo svou opozici vůči geneticky modifikovaným organismům (GMO). V dopise bylo uvedeno: „Vyzýváme Greenpeace a jeho příznivce, aby přehodnotili zkušenosti farmářů a spotřebitelů po celém světě s úrodou a potravinami upravenými pomocí biotechnologie, vzali v úvahu zjištění předních vědců a regulačních úřadů a upustili od kampaně proti GMO jako takovým, a konkrétně proti zlaté rýži. Vědecké a regulační instituce po celém světě opakovaně hodnotí plodiny a potraviny vylepšené pomocí biotechnologií jako stejně bezpečné, ne-li bezpečnější než plodiny a potraviny získané jakoukoliv jinou metodou produkce. Nikdy nebyl potvrzen ani jeden případ negativních dopadů konzumace GMO na zdraví lidí nebo zvířat. Jejich environmentální dopady jsou opakovaně zhodnocovány jako méně škodlivé pro životní prostředí a přínosné pro globální biodiverzitu“. Držitelé Nobelovy ceny také vyzvali vlády světa, aby „učinily vše, co je v jejich silách, aby zabránily akcím Greenpeace a urychlily přístup farmářů ke všem prostředkům moderní biologie, především pak k biotechnologicky upravenému osivu“. V dopise stojí, že „opozice založená na emocích a dogmatu a popřená daty musí být zastavena“.
Greenpeace odpovědělo prohlášením, že „obvinění, že by kdokoliv blokoval geneticky upravenou „zlatou rýži“, jsou chybná“, a že podporuje „... investice do klimaticky odolného ekologického zemědělství a pomoc farmářům k získání přístupu k vyvážené a výživné stravě, spíše než splachování peněz do kanálu kvůli zlaté rýži“.
Dopis držitelů Nobelovy ceny byl sám předmětem zkoumání, protože v něm obsažená tvrzení nejsou založená na faktech. „Zlatá rýže“ nebyla ani úspěšně uvedena na trh, ani patentována v zemi, kde byla testována. Proto lidé protestující proti GMO nehráli žádnou roli v jejich doposud neúspěšném vývoji. Dopis samotný je navíc strukturován takovým způsobem, že používá různá přídavná jména a extrémní obvinění bez jakýchkoliv doložených referencí. Je označován za práci podobnou spíše propagandě biotechnologického průmyslu, nežli produktu vědců oceněných Nobelovou cenou.